# Kurama (Naruto)
Kurama (九喇嘛?), también conocido como el Zorro de nueve colas (九尾の妖狐 Kyūbi no Yōko?), es un personaje de la serie de manga y anime Naruto.
Considerado el bijū más poderoso que ha aparecido en la serie, capaz de derribar montañas y provocar tsunamis con un solo golpe de una de sus colas, es una bestia de pura maldad, inteligente, sádica y agresiva.
Cuando atacó la Aldea de la Hoja, el cuarto Hokage lo selló dentro de Naruto Uzumaki, su hijo, usando dos sellos cuadrangulares. La unión entre los dos significa que pueden vivir en simbiosis y que el protagonista del manga tiene numerosos poderes a través del chakra del zorro.

## Creación y diseño
La primera aparición del zorro tuvo lugar en un episodio piloto del manga publicado en la revista Akamaru Jump en agosto de 1997. En esta historia, el demonio se transforma en Naruto y no al revés. Para la serie regular, Kishimoto decidió cambiar este detalle luego de una reunión con su editor, ya que habría sido difícil para el lector identificarse con un zorro. Teniendo en cuenta estos cambios, el autor, antes de la publicación de la serie en Weekly Shōnen Jump, concibió al demonio de manera diferente, adaptándolo a su nuevo rol: de hecho, en el episodio piloto, el zorro es mucho más pequeño que el de la serie actual, también usa las mismas gafas que usó Naruto antes de convertirse en genin.

## Historia

### Pasado
Al igual que los demás bijū, Kurama era originalmente parte de Jūbi, el demonio original sellado en el cuerpo del Sabio de los Seis Caminos, quien antes de morir dividió el chakra del monstruo en nueve partes. Muchos años después de este evento, Kurama fue subyugado por Madara Uchiha, quien lo usó en la pelea con el primer Hokage en el Valle del Fin. Tras la derrota de Madara, Kurama destruyó la Aldea de la Hoja y fue sellado en dos jinchūriki: primero en Mito Uzumaki, esposa del primer Hokage, y más tarde en Kushina Uzumaki, esposa del cuarto Hokage.
Posteriormente por obra de Minato, el zorro fue dividido en dos partes formando así una entidad doble y dos zorros con nueve colas en lugar de uno. Las dos mitades fueron selladas por Minato. La primera, que es el zorro del elemento Yang, dentro de su hijo Naruto, el segundo, dentro del mismo Minato que lo selló dentro de su propio cuerpo, convirtiéndose también en un jinchūriki. El zorro de Minato se diferencia del de Naruto en que el suyo está compuesto por el Elemento Yin. Los dos zorros en cuestión también tienen el mismo poder y la misma cantidad de chakra y, por lo tanto, tienen el mismo nivel de poder en términos de habilidades y recursos.

### Primera parte
Al ser el jinchūriki de Kurama, Naruto posee numerosos poderes como obtener el acceso parcial al chakra del zorro. Además, es capaz de regenerarse rápidamente, una característica que le permite descansar solo una noche para luego recuperarse rápidamente incluso después de hacer mucho esfuerzo en las batallas y tener una alta resistencia. Naruto normalmente usa el chakra del zorro cuando está enojado o en peligro de muerte. La primera vez que aprovechó la fuerza del demonio, usó su ira para controlarla; sin embargo más tarde, gracias a la ayuda de Jiraiya, aprendió a controlarlo y a mantener la conciencia de sí mismo al invocar pequeñas cantidades del chakra. Para hacer esto, Naruto viaja a su propia mente y le pide al demonio que le proporcione su chakra. Kurama acepta porque le divierte el coraje de Naruto, pero también porque es consciente de que su destino depende de él.
Sin embargo, el chakra de Kurama tiene efectos secundarios: cuanto más lo usa Naruto, más se desvanece su personalidad, dando paso a la de la bestia. El grado en que esto sucede es proporcional a la cantidad de chakra recordado. El efecto en la personalidad de Naruto se vuelve significativo una vez que el chico entra en las transformaciones con colas, donde lo envuelve un aura de chakra rojo con la forma del zorro. El número de colas de chakra indica el nivel de poder, cuando Naruto alcanza las cuatro colas, pierde por completo el control de su personalidad, además de cambiar radicalmente su apariencia y le quema gran parte de piel, la cual es complicada de curar para su regeneración, incluso hasta para sakura.

### Segunda parte

El sello de los Ocho Trigramas que posee Naruto en su vientre para sellar el chakra de Kurama.

En la segunda parte de la serie, durante una pelea con Orochimaru, Naruto logra liberar cuatro de las nueve colas de Kurama, hiriendo involuntariamente a Sakura y siendo detenido por Yamato. Esta es la segunda vez que Naruto alcanza este nivel: la primera vez fue durante un entrenamiento con Jiraiya, un evento que el Sannin indica como arriesgó seriamente su vida nuevamente.
Después de la batalla con Orochimaru, reaparece el Nueve Colas en la mente de Naruto cuando se reúne con Sasuke, que, gracias al Sharingan, entra en su mente y se encuentra con ambos. El demonio reconoce inmediatamente al Clan Uchiha precisamente por su Sharingan, y, a pesar de su maldad, muestra cierto miedo por los ojos de Sasuke, afirmando que él tiene un chakra más diabólico que el suyo y similar al de Madara. Sasuke tiene un breve diálogo con el zorro, quien le aconseja que no mate a Naruto porque podría arrepentirse. También se lo ve muy enojado cuando Naruto rechaza su chakra para enfrentar a Sasuke.
Después de los intentos fallidos de Itachi, Kisame y Deidara de capturar a Naruto, el mismo jefe de Akatsuki, Pain, junto con Konan, va a la Aldea de la Hoja para capturarlo, pero fracasa la misión. El último momento en el que aparece el zorro es durante la batalla contra Pain, donde Naruto consigue liberar a seis de las nueve colas, y luego llegar a ocho, tomando cada vez más la apariencia y rasgos del demonio mismo. Naruto rompe casi por completo el sello que mantiene al Zorro sellado, pero es detenido rápidamente por Minato. Luego de que éste revitaliza el sello, afirma que será la última vez que lo hará.
Los cinco Kages envían a Naruto a entrenar junto a Killer Bee, el jinchūriki de Hachibi, para aprender a controlar la novena cola. Entrando en su propia mente, Naruto se enfrenta a Kurama en una pelea real y conoce a su madre, Kushina, quien revela ser la anterior usuaria de Kurama para luego ayudar a su hijo contra el zorro, arrebatándole parte de su chakra para poder usarlo en la batalla. Sin embargo, Kurama todavía tiene más poder a su disposición, que Naruto aún no ha logrado por completo.
Es al comienzo de la Cuarta Guerra Ninja que Kurama parece comenzar a sentir simpatía por Naruto, ofreciéndole su chakra varias veces sin tomar el de Naruto a cambio. Durante la batalla contra Tobi, Yonbi, el demonio de cuatro colas, le revela a Naruto el nombre de su demonio, Kurama, quien, después de una conversación con Naruto, decide fusionar su chakra con el del chico, confiando así él con todo su poder. En medio del enfrentamiento, el zorro se reúne telepáticamente con los otros demonios y con sus respectivos usuarios. Luego, Naruto se gana la confianza no solo de Kurama, sino también del resto de los bijū y, en la mente de Naruto, Kurama revive los momentos posteriores a su nacimiento, mostrando nostalgia por el pasado. Kurama luego ayuda a Naruto y a las Fuerzas Aliadas Shinobi durante la pelea con el Jūbi y Obito, pero luego es sellado junto con los otros demonios por Madara. Sin embargo, Minato, con la ayuda de Obito y Kakashi, inserta la parte Yin del zorro en el cuerpo de su hijo, salvándolo. La parte Yin de Kurama ayuda a Naruto durante los enfrentamientos con Madara, quien ha obtenido los poderes Yin y Yang, el Rinnegan y el Modo sabio, Kaguya y Sasuke, al final de los cuales la parte Yang será liberada junto con los otros demonios. Después de la guerra, Kurama, ahora completo, se reúne con su jinchūriki.

## El Zorro de nueve colas en la mitología

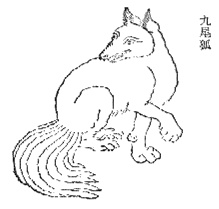
Ilustración del Zorro de nueve colas.

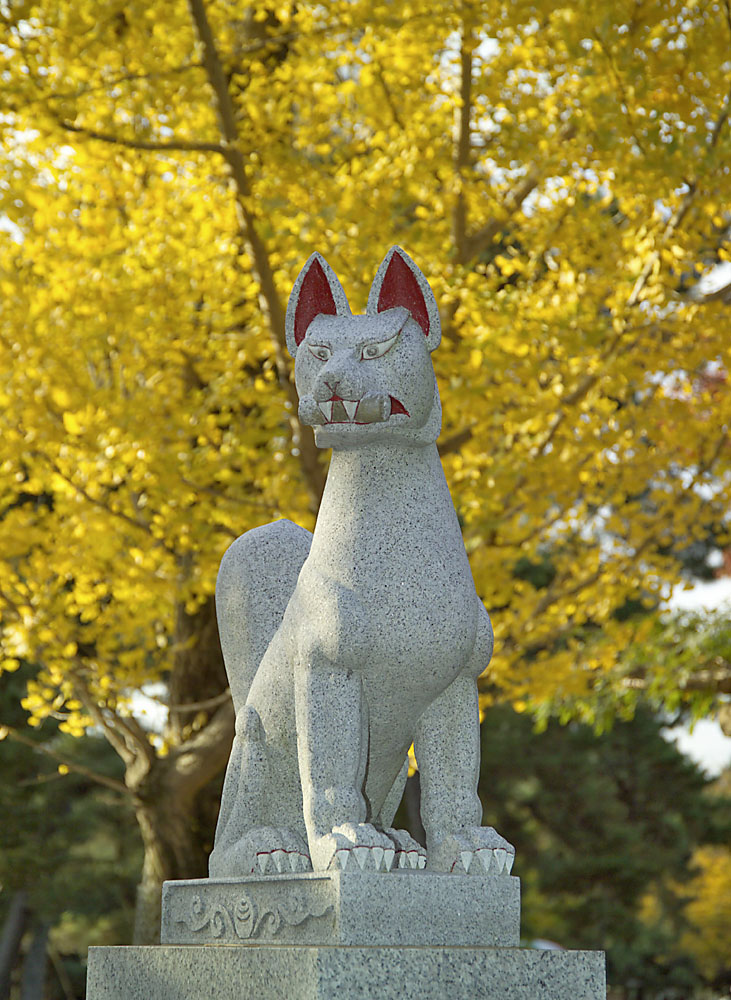
Estatua del zorro en un altar llamado como Inari adyacente al templo budista Tōdai-ji en Nara.

Kishimoto se inspiró en la figura del zorro en la mitología japonesa para crear a Kurama. En Japón, esta figura legendaria se llama Kitsune (狐?), que simplemente significa «zorro». Dos subespecies de zorros viven en Japón: el zorro rojo japonés (que vive en la isla Honshu) y el zorro de Hokkaidō (que vive en la isla Hokkaidō) se les considera demonios en la mitología japonesa.
Los poderes otorgados a estos animales son vastos y se deben a las numerosas historias de las que forman parte. Según diversas historias son capaces de cambiar de apariencia, de tomar forma humana y entrar en sueños, además de posesión, la capacidad de prender fuego con una cola o de escupirlo y la capacidad de crear ilusiones muy complejas. También tienen una gran inteligencia, una vida muy larga y la capacidad de regenerarse.